# Está rico
«Está rico» es una canción del cantante estadounidense Marc Anthony en colaboración con el cantante Bad Bunny, y con el actor y rapero estadounidense Will Smith. Se estrenó sencillo por Sony Music el 28 de septiembre de 2018. y fue distribuido en plataformas digitales con el apoyo de la compañía Puntilla Music.

## Antecedentes y lanzamiento
Hablando sobre el sencillo, en una entrevista, Marc Anthony dijo: «[Will] y yo siempre hemos querido trabajar en una colaboración musical, esta canción parece perfecta para este momento que ambos estamos experimentando creativamente». Sobre trabajar con Bad Bunny, Anthony agregó: "Trabajar con Bad Bunny por primera vez ha sido una gran sorpresa. Todos tuvimos una química magnífica, y esa energía es palpable tanto en la música como en el video".

## Video musical
El video musical de la canción presenta a los artistas antes mencionados, así como a la modelo puertorriqueña Joan Smalls y al actor Luis Guzmán. El vídeo fue grabado el 13 de agosto en Miami, dirigido por Carlos Pérez.

## Posicionamiento en listas
| Listas (2018)                                   | Mejor posición |
| ----------------------------------------------- | -------------- |
| Bolivia (Monitor Latino)                        | 11             |
| Chile (Monitor Latino)                          | 7              |
| España (PROMUSICAE)                             | 14             |
| Estados Unidos (Bubbling Under Hot 100 Singles) | 4              |
| Estados Unidos (Hot Latin Songs)                | 5              |

## Certificaciones
| País (organismo certificador) | Certificación | Unidades certificadas |
| ----------------------------- | ------------- | --------------------- |
| México (AMPROFON)             | Platino       | 60 000                |